# Amatus Coriache
Amatus (de) Coriache (1600 - 6 oktober 1682) was een Zuid-Nederlands rechtsgeleerde en geestelijke. Als vicaris nam hij drie maal na het overlijden van de bisschop het bestuur waar van het aartsbisdom Mechelen.
Coriache studeerde af als licenciaat in de beide rechten aan de universiteit van Douai. Hij werd secretaris van de aartsbisschop van Mechelen Jacobus Boonen. Vanaf 1649 was hij ook deken van de stad Mechelen en officiaal (hoofd van het officiaal, de kerkelijke rechtbank van het aartsbisdom). Na het overlijden van Boonen werd het bisdom tussen juli 1655 en april 1656 geleid door Jean Le Roy, de deken van het Sint-Romboutskapittel. Daarna werd Coriache door het kapittel aangesteld als vicaris-generaal en hij zou het bisdom leiden tot de aanstelling van de nieuwe aartsbisschop Andreas Creusen in juni 1657. Na het overlijden van Creusen in 1666 nam hij een tweede keer de functie van kapittelvicaris waar en een derde keer in 1668 na het voortijdig overlijden van aartsbisschop Jan van Wachtendonck. Door diens opvolger Alphonsus de Berghes werd Coriache in 1671 aangesteld als vicaris-generaal en hij bleef deze functie uitoefenen tot zijn dood in 1682. Hij stond bekend als zeer geleerd en als een ervaren canonist. Als vicaris-generaal werd hij opgevolgd door Joannes Franciscus van den Driessche.
Zijn neef Amatus Ignatius de Coriache bekleedde ook hoge kerkelijke functies binnen het aartsbisdom Mechelen.